# Игл Гроув (Џорџија)
Игл Гроув (енгл. Eagle Grove) насељено је место без административног статуса у америчкој савезној држави Џорџија.

## Демографија
По попису из 2010. године број становника је 164.
| Група             | 2000.    | 2010.       |
| Белци             | 0 (0,0%) | 147 (89,6%) |
| Афроамериканци    | 0 (0,0%) | 8 (4,9%)    |
| Азијати           | 0 (0,0%) | 6 (3,7%)    |
| Хиспаноамериканци | 0 (0,0%) | 0 (0,0%)    |
| Укупно            | 0        | 164         |